# 1re division de marche du Tonkin
Pour les articles homonymes, voir 1re division, division du Tonkin (homonymie) et DMT.
La 1re division de marche du Tonkin (1re DMT) est une grande unité de l'Armée de terre française, opérant au Tonkin pendant la guerre d'Indochine.

## Création et différentes dénominations
- 20 janvier 1951 : création de la 1re division de marche du Tonkin[1]
- 15 avril 1951 : renommée 1re division de marche du Tonkin et zone ouest[2]
- 30 septembre 1954 : dissoute[1]
- 1er octobre 1954 : devient la 1re division d'infanterie nord-africaine d'Extrême-Orient[2]

## Commandant
- janvier 1951 : général Raymond Baillif[1]
- Juillet 1952 : colonel de Clerck

## Historique
La 1re DMT est formée le 20 janvier 1951 à partir d'unités venant de prendre part à la victoire de Vĩnh Yên : le groupe mobile nord-africain (groupe mobile no 1), le groupe mobile no 2 (GM 2) et un groupe de tabors marocains. Son effectif augmente à partir de février 1951 et sa composition varie selon les groupes mobiles et unité de secteur qui lui sont affectées (ainsi en septembre 1953 : GM 4 et GM 7).
La division, chargée de défendre la zone au nord du fleuve Rouge, installe son poste de commandement à Phúc Yên (en). Sa zone d'opérations augmente au fur et à mesure qu'elle est renforcée, notamment par des unités vietnamiennes, et la division couvre également le sud du fleuve Rouge. En tenant Phù Lỗ (nl) et Vĩnh Yên, la 1re DMT bloque toute progression du Việt Minh depuis l'ouest vers Hanoï.
La division est avant tout une unité administrative et les opérations ne dépassent souvent pas l'échelle du groupe mobile. À partir de septembre 1953 est mis en place un élément divisionnaire léger (EDL no 1) attaché à la division afin de pouvoir former une « division légère » de manœuvre avec les unités affectées à la 1re DMT.
La division est dissoute le 30 septembre 1954 et donne naissance le lendemain à la 1re division d'infanterie nord-africaine d'Extrême-Orient. 

## Insigne
L'insigne de la 1re DMT est un écu avec trois bandes horizontales ondées, représentant la rivière Claire, le fleuve Rouge et la rivière Noire.